# 한국은행 강원본부
한국은행 강원본부는 지역경제 조사·연구, 금융기관 예금·대출, 중소기업 지원, 국고금 관리, 경제교육 등의 업무를 수행하는 한국은행의 지역본부이다. 강원특별자치도 춘천시 중앙로 31(중앙로 1가 60-1)에 위치하고 있다.

## 연혁
- 1955년 12월 12일 한국은행 춘천지점 개점
- 1974년 12월 2일 강릉출장소 설치(76.12.10 지점 승격)
- 1975년 6월 20일 원주사무소 설치
- 1985년 12월 9일 현 행사 신축 이전 (춘천시 중앙로 1가 60-1)
- 1993년 3월 11일 은행감독실 설치
- 1997년 3월 24일 원주사무소를 원주분실로 축소
- 1998년 4월 1일 은행감독실 폐쇄
- 2000년 10월 31일 원주분실 폐쇄, 원주화폐수급점 및 발권과 신설
- 2001년 10월 31일 원주화폐수급점 폐쇄
- 2002년 1월 10일 한국은행 강원본부로 명칭 변경
- 2002년 5월 22일 과를 팀으로 변경
- 2004년 9월 8일 업무팀과 발권팀을 통합(통합 후 팀명칭은 '업무팀')
- 2007년 2월 28일 기획조사팀을 기획조사실로 확대개편(기획홍보팀과 경제조사팀 신설)
- 2011년 3월 4일 기획조사실을 기획조사부로 변경
- 2012년 2월 27일 업무팀과 총무팀을 통합(통합 후 팀명칭은 '업무팀')

## 관할 구역
- 2시: 춘천시, 원주시
- 6군: 홍천군, 횡성군, 철원군[1], 화천군, 양구군, 인제군
- 경기도 가평군: 예외적으로 가평군 전 지역의 제1 금융권 및 제2 금융권을 포함한 모든 금융기관은 한국은행 강원본부에서 화폐수급을 하는데, 그 이유는 가평은 옛날부터 춘천하고 가장 가까운 거리에 있던 고장이었기 때문이고, 뿐만 아니라 경기도 유일의 고구려 땅이었고 예맥(우수주, 춘천)에 예속된 지역이었을뿐더러 서로 가장 가까운 관계이기 때문에 관할하게 된 것이다.[2]

## 조직

### 한국은행 강원본부장
- 업무팀
- 기획홍보팀
- 경제조사팀